# Franjo Vlašić

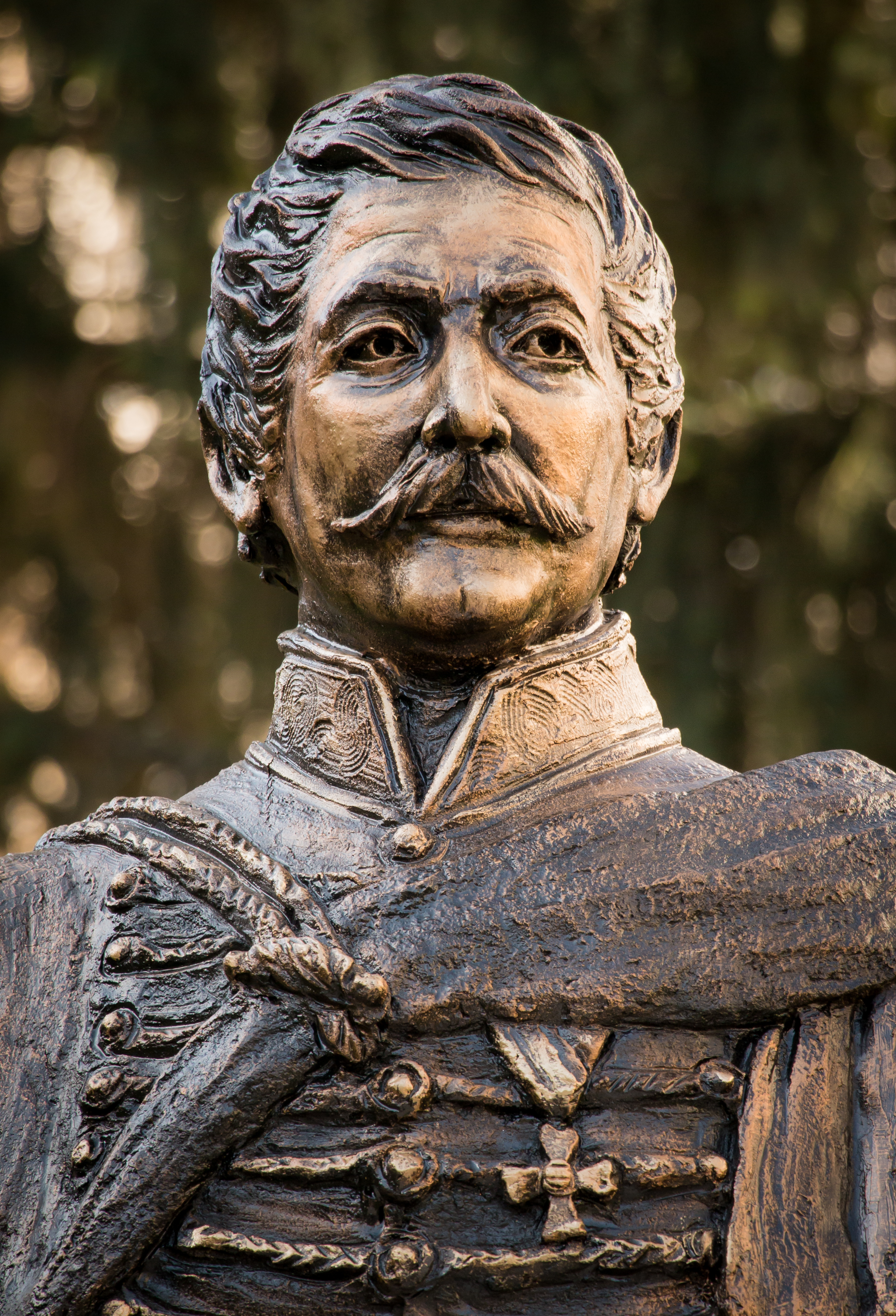
Franjo Vlašić

Franjo barun Vlašić (deutsch: Franz Freiherr von Vlassits; * 24. April 1766 in Dombóvár, Komitat Tolna; † 16. Mai 1840 in Agram, Komitat Agram) war kroatischer Adliger, General und Ban (Vizekönig) von Kroatien ab 1832 bis 1840.
Franjo Vlašić war Angehörige eines aus dem Süden Kroatiens stammenden Adelsgeschlechts namens Vlašić. 1832 erhielt er vom österreichischen Kaiser und kroatisch-ungarischen König Ferdinand I. von Habsburg-Lothringen den Titel Freiherr.
Er wurde am 10. Februar 1832 zum Ban ernannt. Bis zu seinem Tode widersetzte er sich der Magyarisierung und trat u. a. für die Abschaffung des Ungarischen als Pflichtfach an kroatischen Schulen ein. Somit gehörte zu den geistigen und politischen Wegbereitern der Illyrischen Bewegung. Sein Nachfolger als Ban wurde Juraj Haulik.